# امیرحسین موسوی (جیمز بی‌دین)
امیر حسین موسوی (زاده ۲۷ بهمن ۱۳۶۴) کنش‌گر مدنی است که با نام مستعار «جیمز بی‌دین» در شبکه اجتماعی ایکس فعالیت می‌کرد. وی در آذر ۱۴۰۳ توسط نهادهای امنیتی جمهوری اسلامی ایران بازداشت شد. امیر حسین موسوی و همسرش ۲۸ آذر ۱۴۰۳ در حالی که قصد سفر به جزیره کیش را داشتند در فرودگاه مهرآباد بازداشت شدند. شبنم حسین‌زاده همسر او دو هفته بعد با قرار وثیقه آزاد شد. وکیل و بازجویان، امیرحسین موسوی گفته‌اند که وی «مدت شش ماه از سوی یک عامل حکومت مستقر در کانادا تحت نظارت بود و شناسایی شده بود».
امیرحسین موسوی، پیش از بازداشت به مدت شش ماه از سوی ضابطان پرونده تحت رصد بود و بازداشت او نتیجه اجرای یک عملیات مشترک امنیتی اطلاعات سپاه و فراجا بوده است. کاربران شبکه اجتماعی ایکس برای حمایت از او توفان مجازی در ایکس به پا کردند.